# Devar-Bhupur, Lingsugur
Devar-Bhupur là một làng thuộc tehsil Lingsugur, huyện Raichur, bang Karnataka, Ấn Độ.